# Thomas Crawford

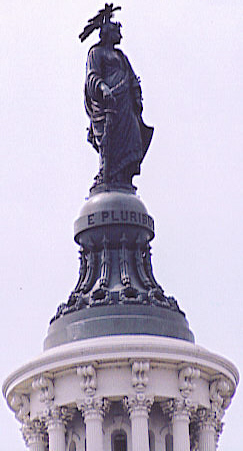
Die Statue of Freedom von Thomas Crawford auf der Kuppel des Kapitols, Washington D.C.

Thomas G. Crawford (* 22. März 1814 in New York; † 10. Oktober 1857 in London) war ein US-amerikanischer Bildhauer.

## Leben
Crawford entstammte einer irischen Einwanderfamilie. Er erlernte die Kunst der Xylografie und des Holzschnitts, wechselte aber später zur Bildhauerei. Mit zwanzig Jahren kam Crawford 1834 nach Rom und wurde dort Schüler des Bildhauers Bertel Thorvaldsen. Bald schon konnte Crawford selbst Schüler um sich scharen; zu nennen ist hier der Bildhauer Leonard Volk und dessen Sohn, der Maler Douglas Volk.
Für die Stadt Richmond in Virginia schuf Crawford eine Reiterstatue Washingtons mit Medaillons der namhaftesten Anführer aus dem Amerikanischen Unabhängigkeitskrieg und damit gelang ihm auch ein überragender künstlerischer Durchbruch. Diesen Erfolg übertraf Crawford nur noch durch sein monumentales Giebelfeld am Kapitol in Washington, D.C., wo er die Hauptepochen der Geschichte Amerikas in allegorischen Bildern darstellte. 1838 wurde Crawford zum Ehrenmitglied (Honorary NA) der National Academy of Design, 1855 zum Mitglied der American Academy of Arts and Sciences gewählt.
Schwer krank reiste Crawford in ein Kurbad nach Großbritannien. In London starb der Bildhauer Thomas Crawford im Alter von 43 Jahren am 10. Oktober 1857.

## Werke (Auswahl)
- Orpheus, der die Eurydike im Hades aufsucht
- Die Kinder im Wald
- Herodias mit dem Haupt Johannis des Täufers
- Flora
- Die Tänzer und der Jäger
- eine Bronzestatue Beethovens für das Athenäum in Boston